# 三論宗
三論宗（さんろんしゅう）は、中国・東アジアの大乗仏教宗派の1つで、インド中観派の龍樹の『中論』『十二門論』、その弟子提婆の『百論』を合わせた「三論」を所依の経典とする論宗である。
空を唱える事から、空宗とも言う他、無相宗・中観宗・無相大乗宗の呼び方もある。
日本仏教における三論宗は、南都六宗の一つ。

## 概要
中国隋代に嘉祥大師吉蔵（549年 - 623年）が三論宗を大成した。
吉蔵の『三論玄義』は三論宗の立場で書かれた仏教概論である。
唐代には、天台宗や華厳宗、法相宗の隆盛の陰に隠れ、宗風が振るわなくなり、学問としてのみ存在するようになった。寓宗として成実宗があった。
日本への伝来には、下記の3系統がある。
1. 625年（推古33年）に高句麗の僧の慧灌が伝えた元興寺流。
2. 智蔵（慧灌の弟子、呉郡（江蘇省蘇州）出身）が入唐して伝えた法隆寺の空宗。
3. 718年（養老2年）、道慈（智蔵の弟子）が伝えた大安寺流。

元興寺・大安寺の2流は、日本三論の2流と称し、奈良時代には南都六宗の1つとして栄えた。
三論宗の中興の祖とされる聖宝（832年 - 909年）は、元興寺流の出身である。
後に聖宝は真言宗も修めて東大寺東南院や醍醐寺を設立したとされ、共に三論宗と真言宗の兼学の寺院とされており、南都六宗の中心である東大寺に属する東南院では三論宗に、京都の醍醐寺では真言宗に重きが置かれているが、共に兼学であることには変わりがない。

### 相承
- 鳩摩羅什
- 僧嵩
- 僧淵
- 法度
- 僧朗
- 僧詮
- 法朗
- 吉蔵

### 所依典籍
- 三論
  - 中論
  - 十二門論
  - 百論

## 四論宗
三論宗が所依の経典とする中論・十二門論・百論に、大智度論をも加えて教理の基本とした四論宗も中国において成立したが、後に三論宗に融合した。